# TeD (киберспортсмен)
Чжо Цзэн (кит. 曾卓; род. 15 июня 1988), также известный под ником «TeD» — профессиональный китайский киберспортсмен, игрок в Warcraft III (нежить).
После выступлений за команды 9s и holy, в 2006 году Чжо Цзэн переходит в крупнейшую китайскую команду World Elite. «TeD» быстро становится одним из наиболее успешных игроков за нежить, выиграв звание лучшего игрока на турнире 2009 Racewars, заняв первое место на турнире Make Games Colorful 2008, а также второе место на турнире GOMtv GWI, спонсором которого является Norton Antivirus.
В составе команды Чжо Цзэн становится победителем престижной онлайн-лиги WC3L. Индивидуальные достижения игрока более скромны: третье место на турнире World e-Sports Masters 2010; серебро на китайских отборочных к ESWC 2008 и бронза в финальной части турнира.
В 2011 году Чжо Цзэн объявил о завершении карьеры.

## Достижения
2007 год
- China versus Korea Series Season II — 4000$

2008 год
- ESWC 2008 China Finals (Китай, Уси) — 2930$
- ESWC 2008 Grand Final (США, Сан-Хосе) — 4000$
- Make Games Colorful 2008 (Китай, Ухань) — 12200$

2009 год
- EM III Continental Finals Asia (Китай, Чэнду) — 1500$
- IEF 2009 China Finals (Китай, Далянь) — 1463$

2010 год
- World e-Sports Masters 2010 (Китай, Ханчжоу) — 4000$

2012 год
- World Cyber Games (Китай, Куньшань)